# 7670 Kabeláč
(7670) Kabeláč, denumire internațională (7670) Kabelac, este un asteroid din centura principală de asteroizi.

## Descriere
7670 Kabeláč este un asteroid din centura principală de asteroizi. A fost descoperit pe 20 august 1995 la Observatorul din Ondřejov de Lenka Šarounová. Asteroidul prezintă o orbită caracterizată de o semiaxă mare de 2,38 ua, o excentricitate de 0,17 și o înclinație de 2,8° în raport cu ecliptica.